# 多毛無鬚魮
多毛無鬚魮（学名：Puntius disa）是輻鰭魚綱鯉形目鯉科的其中一個種，備IUCN列為極危保育類動物，分布於亞洲菲律賓民答那峨島拉瑙湖流域，為特有種，體長可達9.2公分，棲息在中底層水域。